# Наливалкин, Дмитрий Алексеевич
Дмитрий Алексеевич Наливалкин (2 ноября 1925, Красногвардейское, Медвеженский район, РСФСР — 10 октября 2016) — советский военачальник, генерал-лейтенант. 
Командир ОМСДОН им. Ф. Э. Дзержинского  (1974—1982). Начальник Управления (командующий) Спецчастей ВВ МВД СССР (1982—1988).

## Биография
Участник Великой Отечественной войны.  На фронт попал 25 января 1943 года, наводчиком в один из расчетов 120-миллиметровых минометов 476-го стрелкового полка, который вел тогда ожесточенные бои на территории Ставрополья. Первый его бой стал под Новобатайском.
В составе 5-й ударной армии расчет Наливалкина геройски сражался за овладение Никопольским плацдармом, освобождал Николаев и Одессу, форсировал Днепр. В 1944 году стрелковая дивизия, в состав которой входил его стрелковый полк, стала именоваться Краснознаменной Енакиевской. Потом были Ясско-Кишинёвская операция, освобождение Молдавии, Румынии, Болгарии, Югославии, бои за Дебрецен и Будапешт.
В ноябре 1943 года храбрый минометчик был награждён медалью «За отвагу». Через месяц — медалью «За боевые заслуги». Позже старший сержант Наливалкин получит вторую медаль «За отвагу», орден Красной Звезды.
Победу в звании старшего сержанта встретил в австрийском городе Брук. До 1946 года служил парторгом учебного отдельного артдивизиона 503-й артбригады, потом — старшиной учебной батареи 365-го гаубичного артполка 25-й механизированной дивизии. В 1946 году он поступил в Львовское военно-политическое училище, по окончании которого попал по распределению во внутренние войска, в части, охраняющие важные государственные объекты. Служил заместителем командира роты по политической части, секретарем парторганизации в закрытых городах Арзамасе-16, Челябинск-70 .
С 1956 года после окончания Военного института КГБ при Совете Министров СССР служил начальником штаба, с 1958 года — командиром 18-го отдельного дивизиона 4-го отдела Внутренних войск МВД СССР, с 1959 года — начальником отделения боевой подготовки ВВ МВД СССР, с 1964 года — командиром 92-го отдельного полка ВВ МВД СССР.
В 1965 году был назначен заместителем командира Отдельной мотострелковой дивизии особого назначения имени Ф. Э. Дзержинского.
С декабря 1974 года в звании полковника становится командиром ОМСДОН им. Ф. Э. Дзержинского. На этой должности ему было присвоено звание генерал-майора.
С 1982 по 1988 год являлся начальником Управления (командующим) Спецчастей ВВ МВД СССР, охранявших важные государственные объекты оборонного значения. Уже став генерал-лейтенантом, участвовал в ликвидации последствий аварии на Чернобыльской АЭС.
С 1988 года в отставке. Жил в Москве, являлся заместителем председателя Московского комитета ветеранов войны. 